# Døde i 1992
Døde i 1992   er en liste over notable personer, der er afgået ved døden i 1992  . 

## Januar
|  |

- 1. januar – Grace Hopper, Amerikansk Computer Pionér. Opfandt verdens første compiler A-0, og COBOL (født 1906).
- 3. januar – Judith Anderson, australsk skuespillerinde (født 1897).
- 6. januar – Bent Christensen, dansk filminstruktør (født 1929).
- 7. januar – Eilif Krogager, stifter af Tjæreborg Rejser og pastor (født 1910).
- 7. januar – Richard Hunt, amerikansk dukkefører (født 1951).
- 16. januar – Jens Nielsen, dansk arkitekt (født 1937).
- 16. januar – Carl-Gustaf Lindstedt, svensk skuespiller, komiker og revyforfatter (født 1921).
- 22. januar – Ann Margrethe Schou, dansk skuespiller (født 1925).

## Februar
|  |

- 7. februar – Freddy Albeck, dansk sanger og skuespiller (født 1919).
- 10. februar – Alex Haley, amerikansk forfatter (født 1921).
- 11. februar – Ray Danton, amerikansk skuespiller/instruktør (født 1931).
- 16. februar – Angela Carter, engelsk forfatter (født 1940).
- 16. februar – G.A.L. Thorsen, dansk opfinder (født 1916).
- 17. februar – Bamse Kragh-Jacobsen, dansk maler og jazzmusiker (født 1913).
- 17. februar – Svend Harboe, dansk arkitekt (født 1895).
- 17. Februar – Gerhard Nielsen, dansk professor (født 1926).
- 25. februar – Victor Brockdorff, dansk maler (født 1911).

## Marts
| - Menachem Begin |

- 1. marts – Knud Wold, dansk direktør og grosserer (født 1907).
- 2. marts – Sandy Dennis, amerikansk skuespiller (født 1937).
- 7. marts – Gunnar Sträng, tidligere svensk finansminister (født 1906).
- 9. marts – Menachem Begin, israelsk politiker, premierminister og nobelprismodtager (født 1913).
- 11. marts – Richard Brooks, amerikansk filminstruktør (født 1912).
- 23. marts – F.A. Hayek, østrigsk-britisk økonom, filosof og nobelprismodtager (født 1899).
- 27. marts – Harald Sæverud, norsk komponist (født 1897).
- 29. marts – Paul Henreid, østrigsk-amerikansk skuespiller (født 1908).

## April
| - Isaac Asimov - Väinö Linna - Satyajit Ray |

- 1. april – Bertel Udsen, dansk arkitekt (født 1918).
- 6. april – Isaac Asimov, amerikansk forfatter (født 1920).
- 11. april – Johan Philipsen, dansk politiker, bolig- og arbejdsminister (født 1911).
- 16. april – Paul Hammerich, dansk journalist og forfatter (født 1927).
- 20. april – Benny Hill, engelsk komiker (født 1924).
- 21. april – Väinö Linna, finsk forfatter (født 1920).
- 23. april – Satyajit Ray, indisk filmproducent (født 1921).
- 27. april – Olivier Messiaen, fransk komponist (født 1908).
- 28. april – Francis Bacon, irsk maler (født 1909).

## Maj
| - Marlene Dietrich |

- 2. maj – Christel, dansk tegner og illustrator (født 1919).
- 5. maj – Jean-Claude Pascal, fransk musiker og skuespiller (født 1927).
- 6. maj – Marlene Dietrich, tysk skuespillerinde (født 1901).
- 6. maj – Thomas Nielsen, tidligere LO-formand (født 1917).
- 15. maj – K. A. Jensen, dansk kemiker (født 1908).
- 16. maj – Jens Louis Petersen, dansk journalist, forfatter og oversætter (født 1922).
- 16. maj - Marisa Mell, østrigsk skuespillerinde (født 1939).

## Juni
| - Arne Hansen |

- 12. juni – Edward Fleming, dansk skuespiller og filminstruktør (født 1924).
- 13. juni – Erik Paaske, dansk skuespiller (født 1933).
- 14. juni – Arne Hansen, dansk skuespiller (født 1938).
- 22. juni – Paul Valjean, amerikansk danser, koreograf og musiker (født 1935).

## Juli
|  |

- 9. juli – Arne Falk-Rønne, dansk forfatter (født 1920).
- 11. juli – Agnete Bræstrup, dansk læge (født 1909).
- 22. juli – Nina Pens, dansk skuespillerinde (født 1929).
- 26. juli – Elga Olga, dansk skuespillerinde (født 1906).
- 26. juli – Mary Wells, amerikansk soul-sanger, kendt for hittet "My Guy" (født 1943).

## August
| - Robert Muldoon - John Cage |

- 1. august – Kresten Damsgaard, dansk politiker (født 1903).
- 5. august – Robert Muldoon, newzealandsk politiker (født 1921).
- 5. august – Jan Zangenberg, dansk skuespiller (født 1927).
- 5. august – Jeff Porcaro, amerikansk trommeslager (Toto) (født 1954).
- 12. august – John Cage, amerikansk komponist (født 1912).
- 16. august – Mark Heard, amerikansk sanger (født 1951).
- 17. august – Tommy Nutter, britisk skrædder (født 1943).
- 18. august – John Sturges, amerikansk filminstruktør (født 1911).
- 29. august – Jannik Bjerrum, dansk kemiker og professor (født 1909)

## September
| - Anthony Perkins |

- 5. september – Inger-Lise Gaarde, dansk visesangerinde (født 1926).
- 8. september – John Danstrup, dansk redaktør, historiker og tv-kommentator (født 1919).
- 12. september – Anthony Perkins, amerikansk skuespiller (født 1932).
- 14. september – Finn Søeborg, dansk humorist og forfatter (født 1916).
- 16. september – Mogens Koch, dansk arkitekt (født 1898).
- 18. september – Margrethe, prinsesse af Bourbon-Parma, dansk prinsesse af Bourbon-Parma (født 1895).
- 27. september – Peter Rasmussen, dansk basunist og kapelmester (født 1906).
- 30. september – Jørgen Bidstrup, dansk skuespiller (født 1928).

## Oktober
| - Willy Brandt |

- 3. oktober – Lili Heglund, dansk skuespillerinde (født 1904).
- 4. oktober – Denny Hulme, newzealandsk racerkører (født 1936).
- 5. oktober – Kamma Hedin, dansk billedhugger (født 1909).
- 6. oktober – Denholm Elliott, engelsk skuespiller (født 1922).
- 8. oktober – Willy Brandt, tysk forbundskansler (født 1913).
- 11. oktober – Theo Wolvecamp, hollandsk CoBrA-maler (født 1925).
- 22. oktober – Erling Bloch, kgl. dansk kapelmusicus (født 1904).
- 25. oktober – Roger Miller, amerikansk musiker og sangskriver (født 1936).
- 25. oktober – Karen Lykkehus, dansk skuespiller (født 1904).
- 29. oktober – Jørgen Thorgaard, dansk teolog, forfatter og tv-vært (født 1939).

## November
|  |

- 2. november – Hal Roach, amerikansk filmproducent og -instruktør (født 1892).
- 5. november – Jan Oort, hollandsk astronom (født 1900).
- 7. november – Alexander Dubček, slovakisk politiker (født 1921).
- 17. november – Kay Boeck-Hansen, dansk arkitekt (født 1920).
- 17. november – Todd Armstrong, amerikansk skuespiller (født 1937).

## December
|  |

- 2. december – Michael Gothard, engelsk skuespiller (født 1939).
- 2. december – Mikhail Kryukov, sovjetisk filminstruktør, kinematograf og manuskriptforfatter (født 1905).
- 3. december – Vilhelm Hansen, dansk tegneserietegner (født 1900).
- 5. december – Tove Ólafsson, dansk billedhugger (født 1909).
- 10. december – Esther Ammundsen, dansk læge og medicinaldirektør (født 1906).
- 13. december – Miskow Makwarth, dansk skuespiller (født 1905).
- 15. december – Otto Lington, dansk kapelmester og komponist (født 1903).
- 17. december – Dana Andrews, amerikansk skuespiller (født 1909).
- 24. december – Pierre Culliford ("Peyo"), belgisk skaber af Smølferne (født 1928).